# Jesús García Calderón
Jesús María García Calderón (Badajoz, 10 de agosto de 1959) es un poeta, escritor y jurista español. En 2001 fue designado fiscal jefe del Tribunal Superior de Justicia de Andalucía y ha sido, entre 2015 y 2019, director de la Real Academia de Bellas Artes de Granada, Corporación en la que también ha presidido su Comisión de Monumentos. En 2015 fue nombrado hijo adoptivo de la provincia de Granada.

## Biografía
Hijo del escritor y periodista extremeño Antonio García Orio-Zabala, es licenciado en Derecho por la Universidad de Sevilla y doctor en Derecho por la Universidad de Granada. Ingresó en la carrera fiscal por oposición en 1985, ocupando sus primeros destinos oficiales en las fiscalías provincial de Huelva y territorial de Sevilla.

## Trayectoria jurídica
En 1995 fue nombrado fiscal jefe de la Fiscalía de la Audiencia Provincial de Lugo y en 2001 fiscal jefe del Tribunal Superior de Justicia de Andalucía en sustitución de Luis Portero García, asesinado por la banda terrorista ETA el 9 de octubre de 2000. Desde su creación, en 2008 fue el primer fiscal superior de la Fiscalía de la Comunidad Autónoma de Andalucía. Renovado en dos ocasiones, en 2006 y 2011, con el apoyo unánime del Consejo Fiscal, permaneció en el cargo hasta el año 2017. En posesión de la Cruz de Honor de San Raimundo de Peñafort, en 2010 le fue concedida "por sus especiales méritos" la Medalla de Oro de la Facultad de Derecho de Granada.
Fue uno de los ocho vocales de la Comisión de Modernización del Lenguaje Jurídico que desarrolló sus trabajos en el Ministerio de Justicia en los años 2010 y 2011. Ha sido consejero del Consejo Consultivo de Andalucía (2001-2017).
Entre su labor como estudioso del Derecho Penal, destacan sus trabajos para la protección penal del Patrimonio Histórico y de la Arqueología, así como el desarrollo jurídico de un nuevo "derecho a comprender" como forma de superación de la habitual oscuridad del lenguaje jurídico.

## Vocación literaria
Sus primeros poemas y relatos aparecieron, a comienzos de los años 80 y como ocurriera con muchos escritores de su generación, en diferentes revistas dirigidas en Extremadura por el escritor Bernardo Víctor Carande (1932-2005). En 1991 aparece su primer libro de poemas, La Provincia, publicado en la Colección Adonais tras obtener el premio Florentino Pérez Embid de la Real Academia Sevillana de Buenas Letras. Posteriormente obtiene algunos premios y publica La moneda secreta (Sevilla, Ángaro, 1995); Un lugar en el norte (Badajoz, Del Oeste Ediciones, 1998); Hacer es destruir (Sevilla, Ángaro, 2003); Los nudos de la vida (Córdoba, Ánfora Nova, 2006) y El asombro escondido (Cáceres, Norbanova, 2010). También ha publicado un breve cuaderno y algunos poemas con el heterónimo de Lorenzo de Ypiens y es autor de distintos trabajos sobre literatura contemporánea.
En 2001, la colección La Gaveta de la Editora Regional de Extremadura le publicó un volumen de relatos con el título Los regalos sombríos. En 2006, otra vez la Editora Regional de Extremadura, dirigida por el poeta Álvaro Valverde, publicó en su colección de poesía su primera Antología bajo el título La soledad partida y con un trabajo preliminar del poeta granadino Antonio Carvajal en el que contesta la pretensión crítica de adscribir su poesía a la llamada poesía de la experiencia considerando que la obra de García Calderón "por su honda verdad, cabría entenderla como una forma de poesía vivencial y basada en un amplio conjunto de valores individuales y sociales que sostienen su quehacer cotidiano y que no se debilitan en contacto con las ciénagas morales en que tiene que desempeñar su función: prefiere la equidad con los ojos abiertos a la ciega justicia".
Añade Antonio Carvajal a la frase anterior 

un agradecimiento por la belleza moral que imprime a todos y cada uno de los poemas celebrando que no descrea de la poesía y no se deslice por la fácil senda del chiste más o menos oportuno, disimulado de indolencia o desencanto, que es práctica común de ciertos poetas triunfantes en nuestros días, a la que se ven abocados por el tratamiento inane de unas experiencias que no pasan de chascarrillos versificados
Antonio Carvajal, en el prólogo del libro La soledad partida, de J. García Calderón

.
Con su libro, "La mirada desnuda"(2011), abrió la colección (letra a) de poesía "Luna de Poniente". Esta colección, dirigida por los escritores Elías Moro y Marino González Montero, llevó a cabo una recopilación de los poetas extremeños contemporáneos más significativos hasta cubrir las letras del abecedario. Posteriormente, en la colección Tierra de la editorial sevillana La Isla de Siltolá, publicaría un conjunto de poemas bajo el título "Las visitas de Caronte". Como últimas entregas, "Un cuaderno de Tokio" aparece a finales de 2018 como número 64 de la colección de poesía Ánfora Nova; "Condición de refugio" publicado en 2022 en la Colección Syl-laba, Cuadernos de Escritura, dirigida por Dionisio Pérez Venegas para la Editorial Alhulia y "Condición partisana" publicada en Granada en 2025 por entornográficoediciones  con dedicatoria "para Antonio Carvajal, el corazón más libre que conozco".

## Reconocimientos
En 2003 le fue concedido uno de los Premios Meridiana en defensa de la igualdad. Con fecha 3 de diciembre de 2009, por sus estudios sobre la defensa legal de los bienes culturales, fue elegido de forma unánime académico de número de la Real Academia de Bellas Artes de Nuestra Señora de las Angustias de Granada ocupando la vacante de Antonio Gallego Morell, leyendo su discurso de ingreso el 29 de abril de 2010 con el título "El derecho al futuro de la ciudad histórica". 
El 10 de mayo de 2011 fue elegido académico de número de la Real Academia de Jurisprudencia y Legislación de Granada. La lectura de su discurso de ingreso tuvo lugar el 28 de junio de 2011 bajo el título "Sobre la libertad de los monumentos".
El 13 de septiembre de 2016 fue nombrado académico titular de la Academia Europea de Ciencias, Artes y Letras, con sede en París.
Con fecha 4 de noviembre de 2010 fue elegido académico correspondiente por Granada de la Real Academia de Córdoba, en 2015 de la Real Academia de Jurisprudencia y Legislación de Extremadura, en 2016 de la Real Academia Sevillana de Legislación y Jurisprudencia (discurso de ingreso sobre "El arte de trazar límites") y en 2017 de la Real Academia de Medicina y Cirugía de Andalucía Oriental. Desde 2011 es Miembro Colaborador del Instituto Español de Ciencias Histórico-Jurídicas. En febrero de 2015, fue nombrado académico de honor de la Real Academia de Ciencias, Bellas Artes y Buenas Letras Luís Vélez de Guevara de Écija.
El 5 de junio de 2021, resultó elegido académico de número de la Real Academia de Extremadura de las Letras y las Artes, correspondiéndole la medalla vacante del que fue socio fundador y Secretario Perpetuo Manuel Terrón Albarrán, fallecido en 2019. La lectura de su Discurso de ingreso, tuvo lugar el dos de abril de 2022 y lleva por título “Una frontera invertida.La Raya de Portugal como antítesis de la frontera”.